# Market Harborough
Market Harborough é uma cidade do distrito de Harborough, no condado de Leicestershire, na Inglaterra. Sua população é de 25.669 habitantes (2018) (92.499, distrito). Harborough não foi registrado no Domesday Book.